# Desert Eagle
Desert Eagle (с англ. — «Пустынный орёл») — самозарядный пистолет крупного калибра (до 12,7 мм).  Позиционируется как охотничье оружие, спортивное оружие и оружие для самозащиты от диких зверей и преступных посягательств. Был разработан в 1983 году в США компанией Magnum Research с последующей доработкой израильской компанией Israel Military Industries, впоследствии занимавшейся производством данных пистолетов. Благодаря своим габаритам и устрашающему виду часто используется в фильмах, в телевизионных постановках и в компьютерных играх.

## История

Виды нарезки ствола. Крайняя справа — полигональная, используемая в Desert Eagle.

Оригинальная заявка на патент пистолета, работающего по принципу отвода газов, была подана сотрудником американской компании Magnum Research Бернардом С. Уайтом (Bernard C. White) в январе 1983 года. Этот патент послужил фундаментом для разработки Desert Eagle, первый работающий экземпляр которого был создан компанией Magnum Research (США) в 1983 году. Затем пистолет прошёл финальную доработку в компании Israel Military Industries в Израиле, и в декабре 1985 года был получен второй патент, который окончательно определил вид и характеристики пистолета, пущенного в массовое производство.
Первая партия в 1000 пистолетов калибра .357 Magnum является на сегодняшний день коллекционным раритетом, потому что их стволы нарезаны традиционной нарезкой, и эти пистолеты нельзя переделать под другие калибры.
Массовое производство пистолета было начато на заводах Israel Military Industries в Израиле. В 1995—2000 годах было переведено на фабрику Saco Defense в штате Мэн в США, а затем снова вернулось на заводы Israel Military Industries в связи с покупкой фабрики Saco фирмой General Dynamics.

## Общее описание

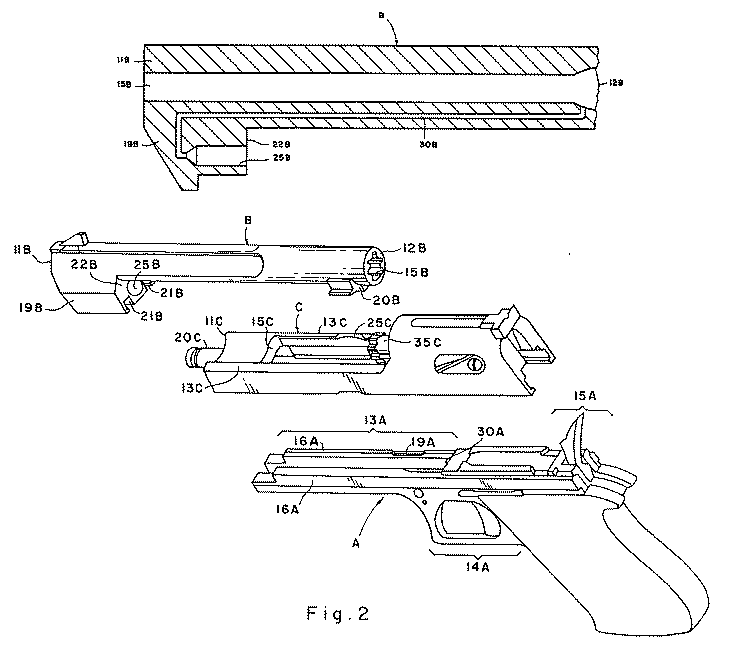
Чертёж газоотводного механизма пистолета Desert Eagle из оригинальной заявки на патент

С технической точки зрения, Desert Eagle построен по схеме, характерной не для самозарядных пистолетов, а для автоматических винтовок: в автоматике используется принцип отвода пороховых газов для перезарядки. Газоотводная трубка расположена под стволом, пороховые газы выводятся непосредственно к затворной раме. Запирание осуществляется поворотом личинки затвора. Вообще затвор и запирание боевыми упорами (личинками) напоминает механизм автоматической винтовки M16.
За счёт необходимости в газоотводной трубке ствол Desert Eagle выглядит более массивным, чем стволы других пистолетов. Также, из-за необходимости в пространстве для движения затворной рамы, пистолет получился весьма длинным. Кроме большой длины, недостатком газоотводного механизма является требование использования патронов с пулями в медной оболочке (оболочечных, полуоболочечных или экспансивных). Такие пули делают пистолет немного более мощным, и дают возможность пробивать некрепкие стены и бронежилеты.
Использование газоотводного механизма позволило применять намного более мощные патроны, чем те, которые обычно применяются в самозарядных пистолетах. Использование мощных патронов .50 Action Express (12,7×32,6 мм) делает Desert Eagle конкурентоспособным в областях, ранее безраздельно занятых револьверами.

## Используемые боеприпасы
На данный момент, пистолеты Desert Eagle могут быть переоборудованы под следующие калибры боеприпасов: .50 Action Express, .44 Magnum, .357 Magnum. Переоборудование выполняется путём замены затвора, магазина и ствола, и может быть выполнено в полевых условиях.
Выпуск и продажа аксессуаров для боеприпасов калибра .440 Cor-bon и .41 Magnum прекращён.
Фирма Magnum Research — разработчик пистолетов Desert Eagle — предупреждает, что предпочтительнее использовать боеприпасы, частично покрытые медной оболочкой — в отличие от боеприпасов, в которых свинцовый сердечник пули открыт с боков. Из-за большой дульной энергии пистолета мягкий свинец, трущийся о стенки ствола, прикипает к ним, загрязняя газоотводную трубку. Счистить этот свинец потом довольно трудно. Кроме того, горячий свинец покроет поршень механизма перезарядки и возвратную пружину, что может привести к осечкам и к неработоспособности пистолета. Кроме того, Magnum Research не рекомендует использовать боеприпасы, снаряжённые повторно из стреляных гильз.

## Достоинства и недостатки

### Достоинства
- Большая дальность.
- Высокая точность.
- Высокая мощность.
- Высокое останавливающее действие пули.

### Недостатки
- Большие габариты и масса.
- Высокая отдача.
- Относительно низкий боезапас[5].
- Высокая стоимость (около $2000).

## Модификации
Всего было создано три модификации Desert Eagle: Mark I, Mark VII и Mark XIX.

### Mark I и Mark VII

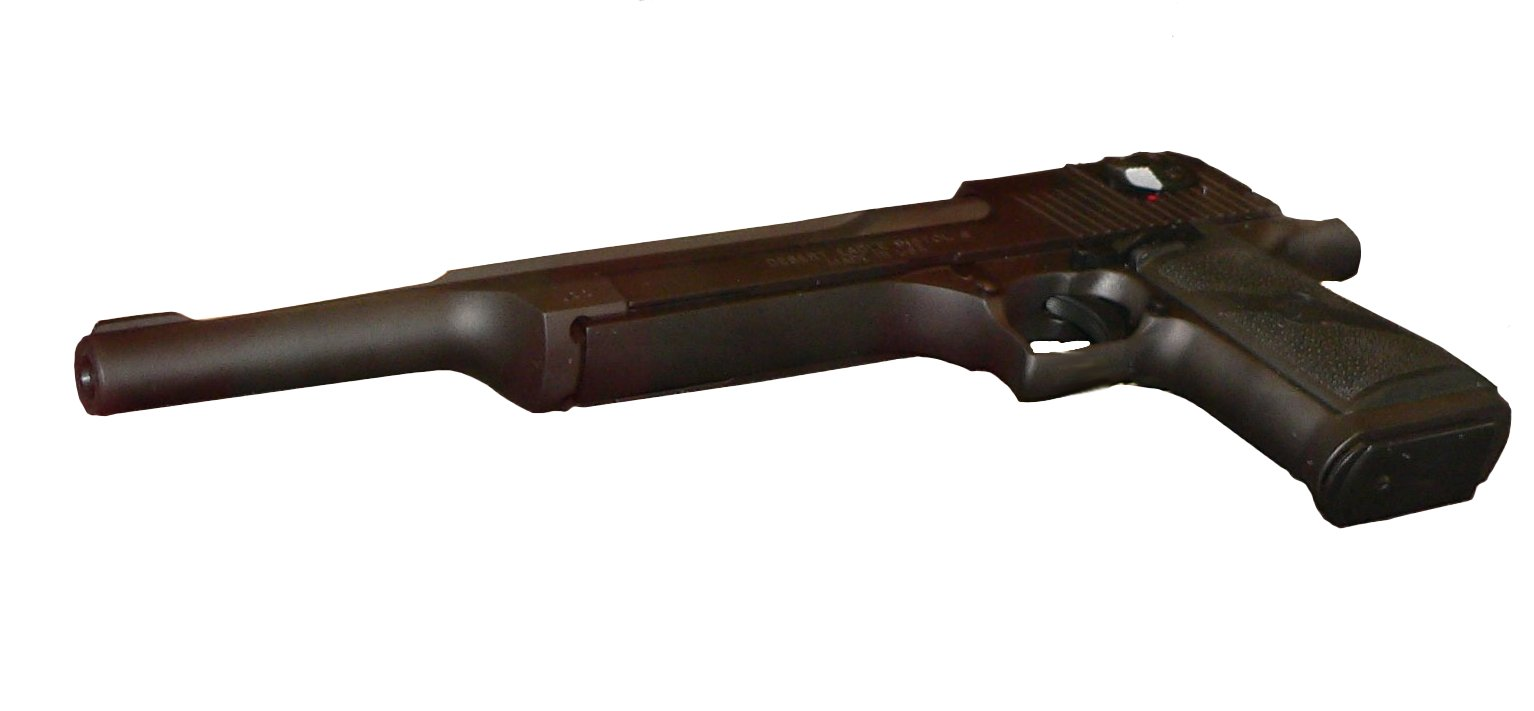
Desert Eagle со стволом длиной 10 дюймов

Mark I, снятый с производства, выпускался в алюминиевом и стальном исполнениях, а также в исполнении из нержавеющей стали. Остальные отличия включали в себя главным образом дизайн переключателя огня и щёчек рукояти. Mark VII был оснащён настраиваемым спусковым крючком (подходящим также для Mark I). Mark I и Mark VII выпускались под патрон .357 Magnum и .44 Magnum. Mark VII также выпускался в версии .41 Magnum и — с 1991 года — .50 Action Express. Ствол Mark VII оснащён планкой Вивера для установки дополнительных аксессуаров, как, например, оптический прицел или лазерный целеуказатель. Выбор стволов был представлен длинами в  6, 8, 10 и 14 дюймов.

### Mark XIX

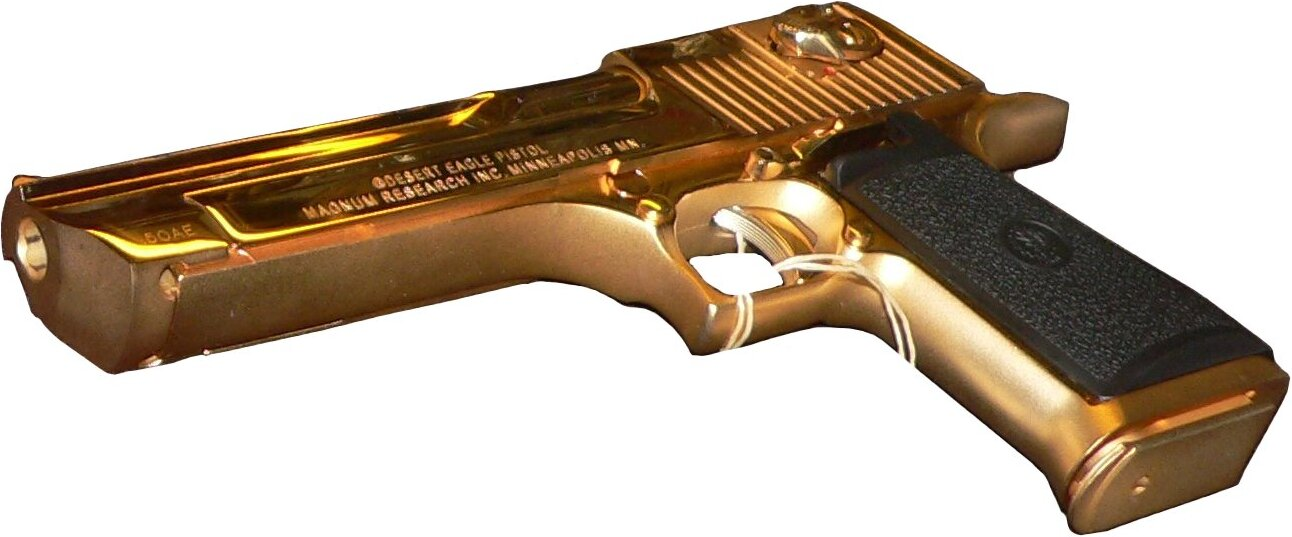
Desert Eagle Mark XIX

Основанный на модели Mark VII, Desert Eagle Mark XIX выпускается в модификациях под патроны .357 Magnum, .44 Magnum, и .50 Action Express и со стволами длиной 6 или 10 дюймов. Были упоминания также о модели под калибр .440 Cor-bon, но эта модель не стала популярной, и сейчас уже не продаются ни сама модель, ни комплектующие для неё.
Переоснащение модели для стрельбы боеприпасами другого калибра требует только смены ствола, затвора и магазина. Поэтому переоснащение может быть легко выполнено даже в боевой обстановке. Стволы для Mark XIX выпускаются с креплениями для прицелов.

### Jericho 941, он же Baby Eagle

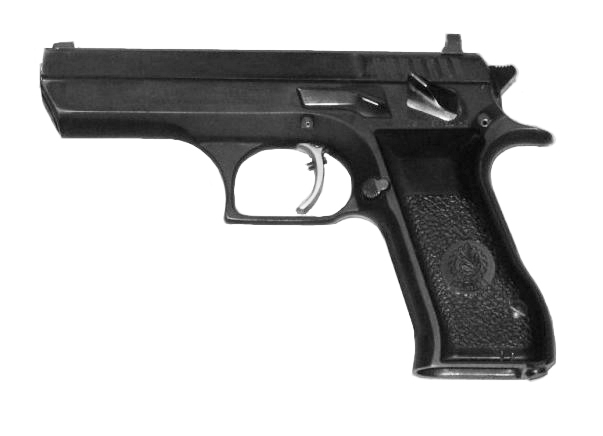
Пистолет Jericho 941, модель F

Другой пистолет, разработанный и производимый Israel Military Industries под маркой Jericho 941, продаваемый Magnum Research под маркой Baby Eagle (букв. «Орлёнок») и внешне похожий на Desert Eagle, на самом деле не имеет с ним почти ничего общего. Jericho 941 — это обычный самозарядный пистолет, использующий механизм отдачи с коротким ходом ствола для перезарядки. По сути, за исключением внешних обводов, этот пистолет является клоном знаменитого чешского CZ 75.
Jericho 941 предназначен для использования боеприпасов калибра 9×19 мм Парабеллум и .41 Action Express; переход с одного типа боеприпасов на другой осуществляется простой сменой ствола. Номер в названии модели отражает типы поддерживаемых боеприпасов: 941 — это 9 мм Парабеллум и .41 AE. Кроме того, для рынка США была также разработана модификация под популярный в Америке калибр .40 S&W. Номер модели при этом остался прежний — «941».

### Micro Desert Eagle

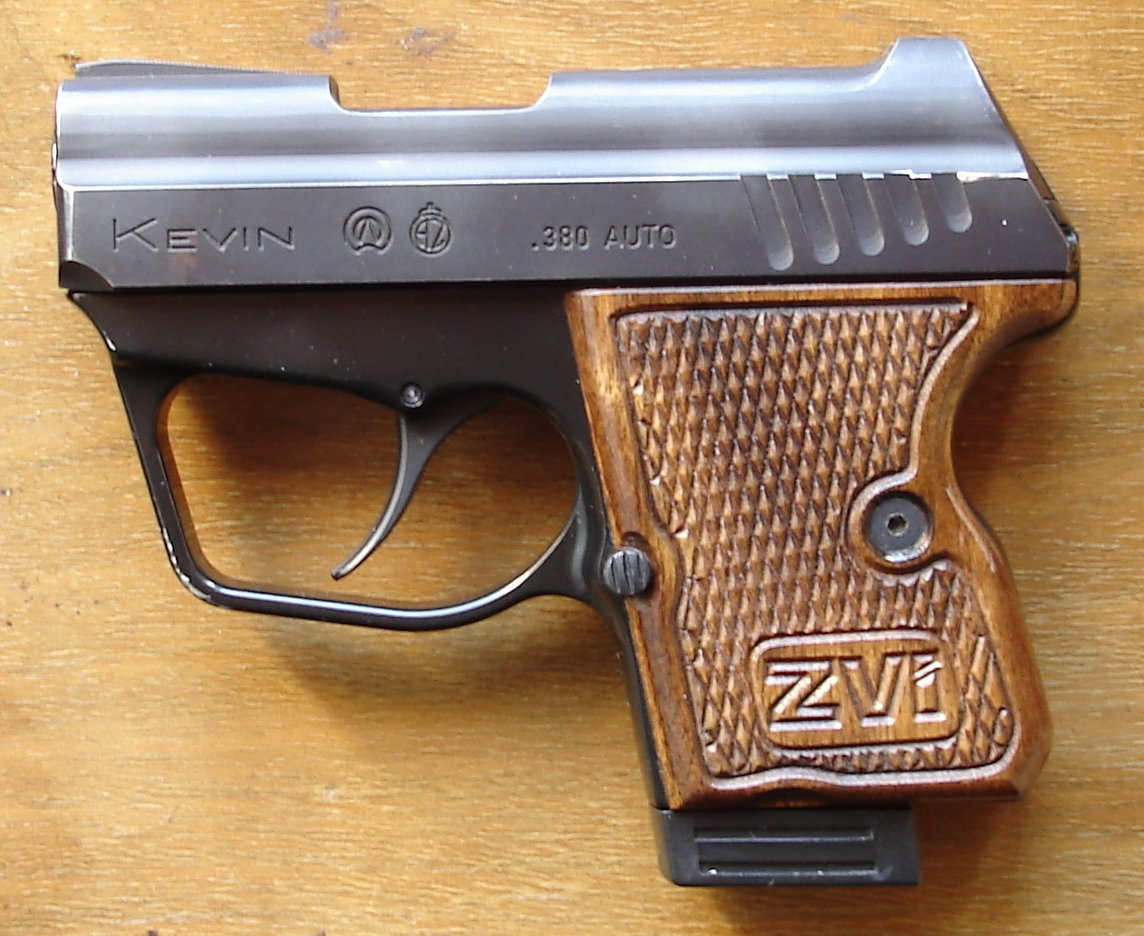
Пистолет Zvi Kevin, слегка модифицированная версия которого выпускается под названием Micro Desert Eagle

Micro Desert Eagle — новый мини-пистолет, позиционируемый Magnum Research как оружие для самозащиты в городских условиях. Несмотря на утверждения, что Magnum Research разработала его самостоятельно, на самом деле этот пистолет является выпускаемым по лицензии чешским пистолетом Kevin ZP98. Этот пистолет не имеет никакого функционального отношения к Desert Eagle и не похож на него внешне. Кроме того, у него нет даже механизма смены стволов, так что Micro Desert Eagle выпускается сейчас в единственном варианте — калибром .380 ACP. В США он производится на фабрике Magnum Research.

## Практическое использование
Многими фильмами и компьютерными играми создан образ Desert Eagle как ультимативного оружия, эдакой «ручной пушки» (англ. Handcannon). На самом деле в подавляющем большинстве компьютерных игр с Desert Eagle управляться намного легче, чем в реальности.
Из-за большого веса оружия — 2 кг — его очень сложно удерживать правильно. Большая мощность патрона приводит к очень сильной отдаче и крайне громкому звуку выстрела — фактически, стрельба в закрытом помещении даже в специальных наушниках может приводить к травмам слухового аппарата, поэтому боеприпасы .50 Action Express запрещены во многих закрытых тирах. По крупному языку пламени, вырывающемуся из ствола, не оснащённого пламегасителем (спортивная версия им оснащена), несложно засечь позицию стрелка, к тому же в сумерках сам стрелок становится временно ослеплён. Desert Eagle создавался для охоты на крупную дичь и защиты от опасных крупных животных, и его патрон оказывает высокое останавливающее действие.

### Отдача

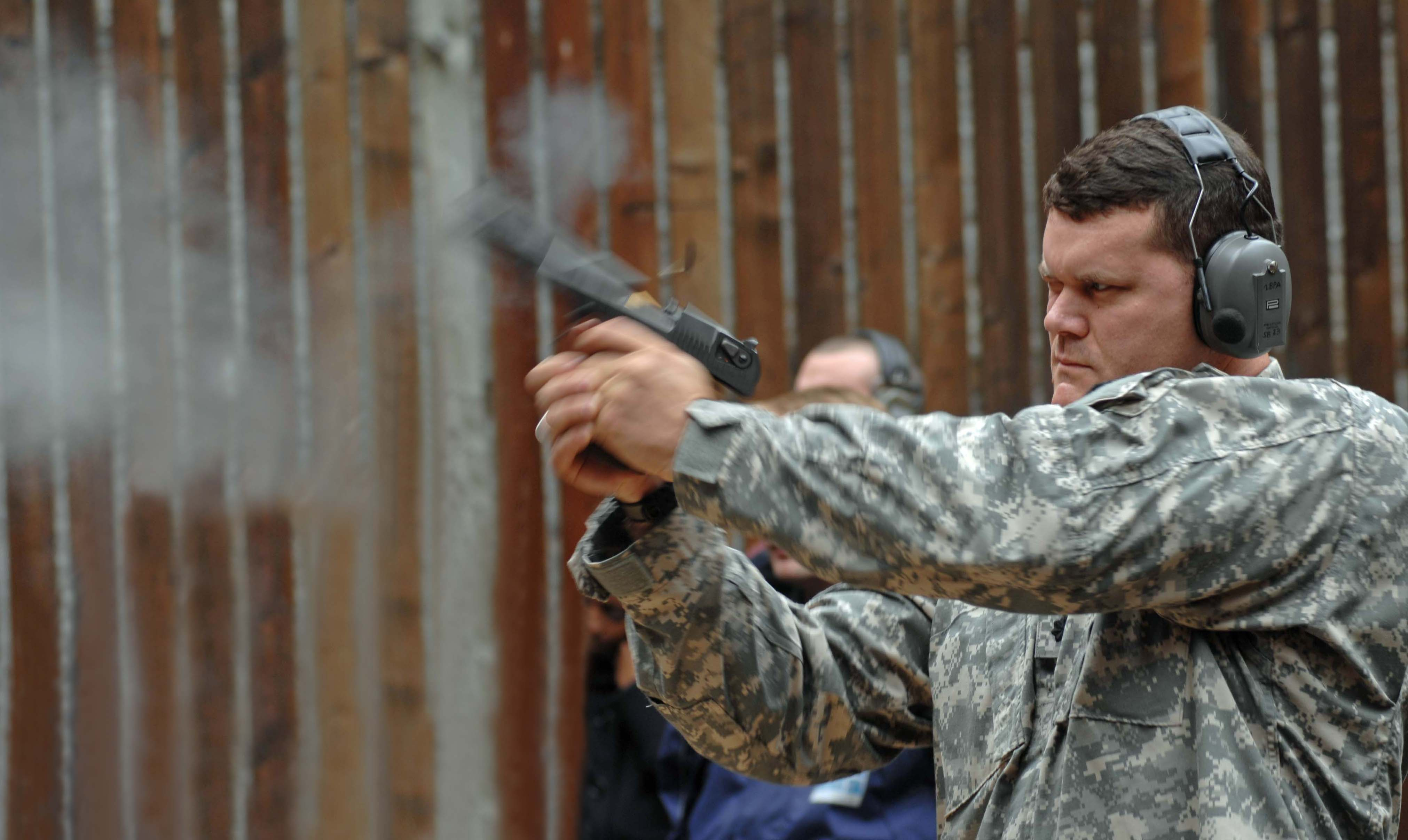
Подполковник Армии США Кевин Хатчинсон на соревнованиях по стрельбе в Германии, 2009 год

Отдача от этой «ручной пушки», в случае 50-го калибра, велика даже при стрельбе с удержанием пистолета двумя руками, однако она ниже, чем у других видов короткоствольного оружия такого калибра, за счёт меньшей массы и начальной скорости пули, а также за счёт механизма автоматики, который растягивает по времени передачу импульса отдачи стрелку.
Из-за сильной отдачи сжимаются ткани суставов руки. При восстановлении оригинального размера тканей создаётся вращательный момент, направленный в сторону большого пальца руки, держащей пистолет. Иными словами, у правши пистолет «уходит» влево, а у левши — вправо. Это справедливо для любого ручного огнестрельного оружия, но из-за крайне мощного патрона в пистолетах Desert Eagle калибра .50 AE этот эффект очень ярко выражен. При недостаточно крепком хвате или недостаточно сильных мышцах это приводит к удару пистолетом в лицо.
Кроме того, при выстреле ствол пистолета задирается вверх. В сочетании с крутящим моментом, поворачивающим пистолет в сторону, создаётся ещё и вращательный момент, немного поворачивающий его вокруг оси ствола. То есть, у правши пистолет поворачивается окном для выброса гильз (расположенном над правой щёчкой) вверх, а у левши — вниз. Изменение положения окна выброса гильз приводит, во-первых, к изменению траектории полёта стреляных гильз, а во-вторых, к теоретической возможности задержки, когда гильза не выбрасывается из пистолета.
При правильном удержании пистолета стреляные гильзы вылетают вверх и назад, приземляясь за правым плечом стрелка. Если держать пистолет неправильно, то при выстреле вращательный момент, повернувший пистолет окном выброса гильз вверх, в сочетании с подбросом ствола развернут пистолет так, что стреляная гильза вылетит прямо в лицо стрелку.
Тем не менее, правильно подобранная рукоять позволяет справиться с мощной отдачей без особого труда. Даже после сотни выстрелов калибром .50 Action Express руки не будут уставать. Это прежде всего вопрос правильно подобранной, удобной рукояти и опыта. Дополнительные средства уменьшения отдачи включают в себя, в том числе, специальную обработку ствола, а также установку удлиняющего ствол и убирающего большую часть пороховых газов при стрельбе дульного тормоза-компенсатора.

### Баланс
Desert Eagle с отомкнутым магазином и стандартным 6-дюймовым стволом немного тяжеловат на ствол. Наилучшая балансировка Desert Eagle достигается при полностью заряженном магазине и с патроном в патроннике. Из Desert Eagle можно стрелять, удерживая его одной рукой, но изначально он считается пистолетом, предназначенным для стрельбы с удержанием пистолета двумя руками.

### Надёжность
Пистолеты Desert Eagle очень чувствительны к уходу и никогда не испытывались в сложных условиях, поскольку разрабатывались как специализированное оружие для охоты и самозащиты от диких животных, а не для служебного или военного использования.

### Размеры
Длина пистолета Desert Eagle с самым коротким, 6-дюймовым (152 мм) стволом — 26 сантиметров. Такие размеры делают его непрактичным в условиях городской перестрелки, неудобным к ношению в будничной жизни и невыгодным в качестве средства самозащиты. Кроме того, большой размер боеприпасов привёл к тому, что рукоять пистолета, в которую помещён магазин, крайне неудобна для охвата — людям с небольшой ладонью сложно даже просто удержать этот пистолет, не говоря уже о том, чтобы из него стрелять.

### Цена
Цена на Desert Eagle превышает цену многих револьверов и других пистолетов такого же калибра. Desert Eagle в базовой конфигурации стоит от 1400 до 2600 долларов США. Индивидуальная подгонка и подбор деталей добавляют к цене ещё от 250 до 500 долларов США.

## Использование в вооружённых силах
На март 2007 года пистолеты Desert Eagle не являются стандартным вооружением какой-либо армии. Причин для этого несколько (некоторые из них упомянуты выше):
- Desert Eagle слишком длинный и неудобный для маневрирования, чтобы быть эффективным в бою на пересечённой местности или в городе.
- На открытой местности Desert Eagle недостаточно точен для стрельбы на большие дистанции. За счёт длины ствола, в среднем, меньшей, чем у автомата, наличия только одной точки опоры — рукояти, в отличие от рукояти, цевья и приклада у автомата, — и сильной отдачи, достичь высокой точности стрельбы из Desert Eagle на больших расстояниях может только хороший стрелок[8], а хорошие стрелки намного более эффективны в качестве снайперов.
- Desert Eagle слишком тяжёл, чтобы быть частью стандартного снаряжения бойца, в котором на счету каждый грамм.
- Desert Eagle требует частых перезарядок: ёмкость магазина Desert Eagle — 7—9 патронов, тогда как у пистолетов Glock 19 ёмкость магазина 15—33 патронов[10]. Таким образом, используя Glock 19, бойцу понадобится отвлекаться на перезарядку вдвое-вчетверо реже, чем при использовании Desert Eagle.
- Если пользоваться боеприпасами калибра .357 (9 мм), то выгоднее использовать пистолеты типа вышеупомянутого Glock 19 — их надо реже перезаряжать. А если использовать боеприпасы более крупного калибра, (скажем, .50 АЕ), то за счёт большего их веса и размера боец сможет нести на себе меньше боеприпасов для Desert Eagle, чем для других пистолетов, при том, что для поражения большинства целей мощность патронов 50-го калибра просто избыточна.
- Звук выстрела Desert Eagle очень громкий. В сочетании со снопом пламени, вырывающимся из ствола при выстреле, он демаскирует позицию стрелка.
- Для достижения оптимального результата, пистолетам Desert Eagle требуется подгонка по руке стрелка, что увеличивает стоимость каждого такого пистолета и время подготовки солдата.
- Desert Eagle никогда не позиционировался в качестве армейского или полицейского оружия или оружия для самозащиты. Компания Magnum Research позиционирует этот пистолет как охотничье оружие.

Таким образом, Desert Eagle оказывается слишком дорогостоящим, чтобы быть использованным в качестве дополнительного оружия, однако вышеперечисленные причины препятствуют его использованию и в качестве основного оружия.
Тем не менее, некоторые спецподразделения и отряды нескольких стран тренируются и используют Desert Eagle. В частности, польский отряд специального назначения GROM использует Desert Eagle в качестве дополнительного оружия.

## Галерея

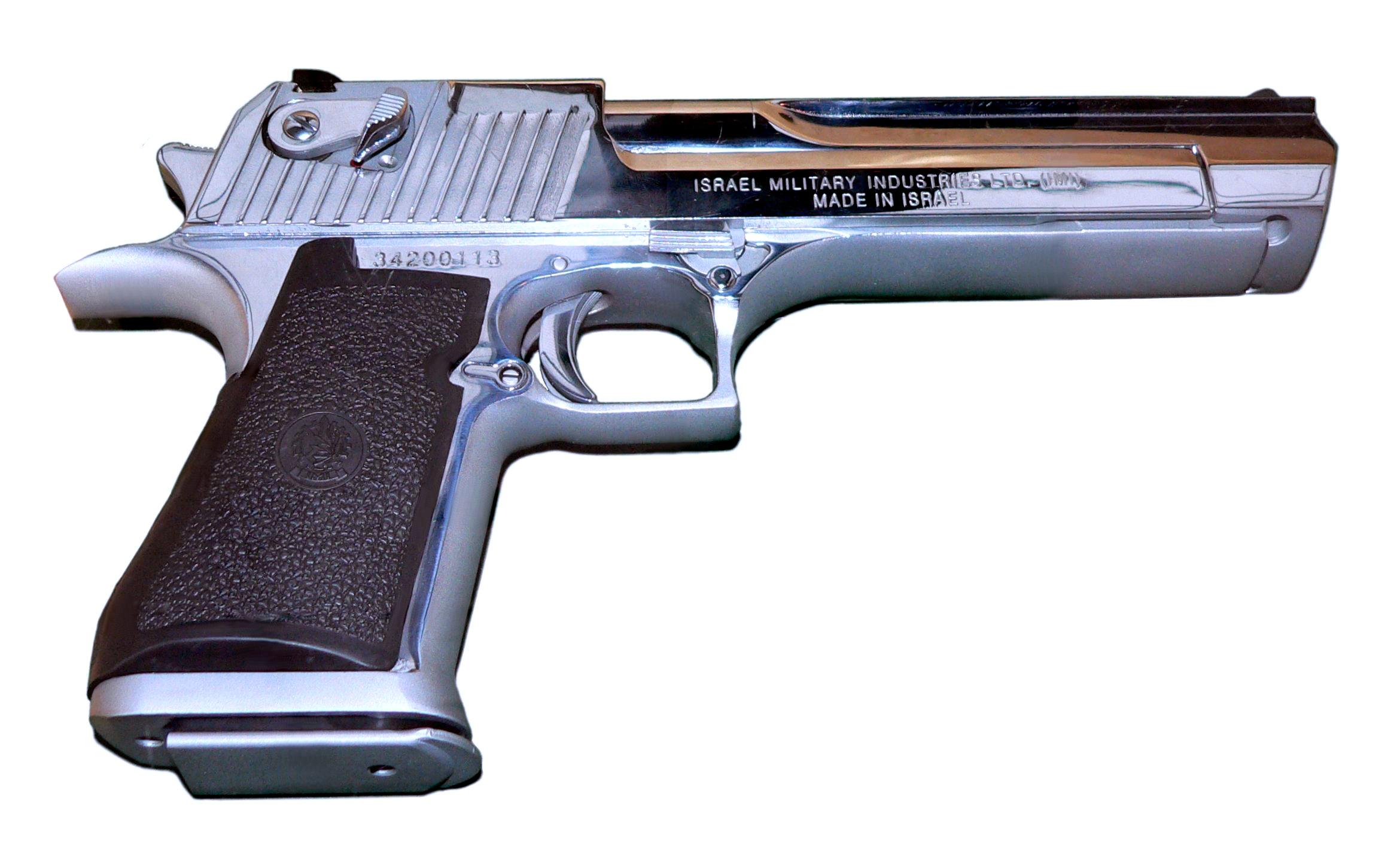
Серебристый (стальной) вариант
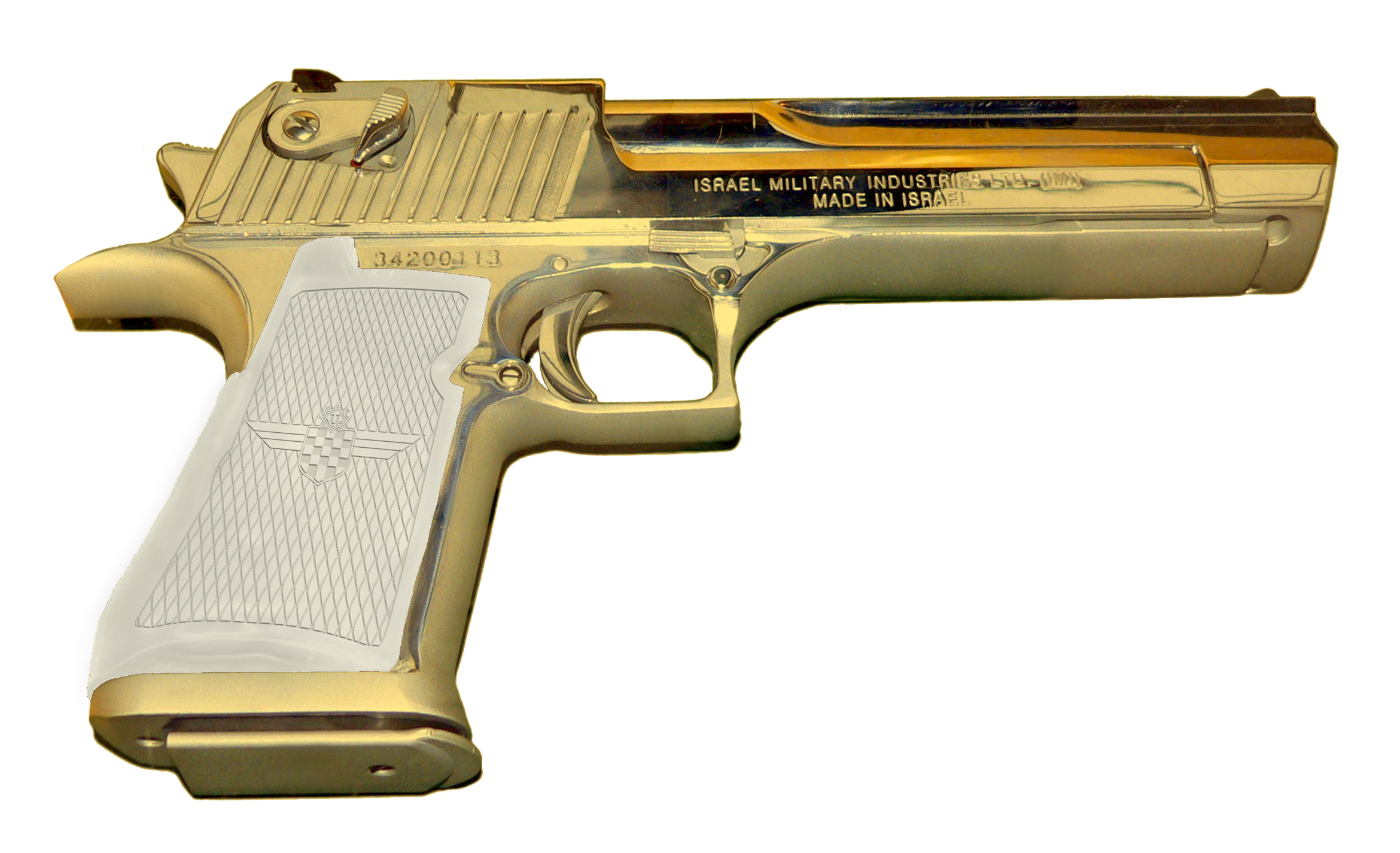
Золотой вариант
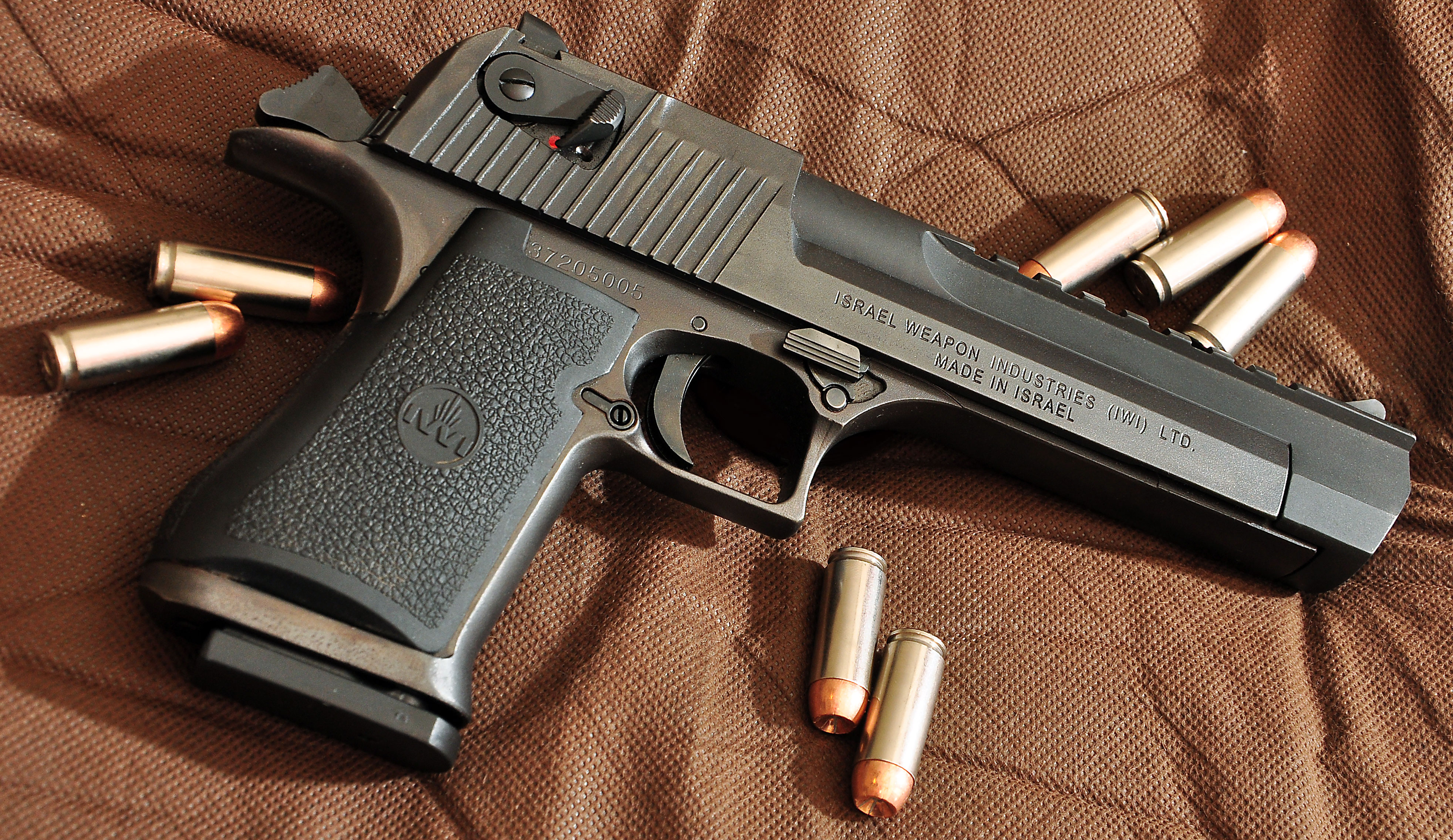
Desert Eagle Mark XIX с патронами калибра .50 Action Express
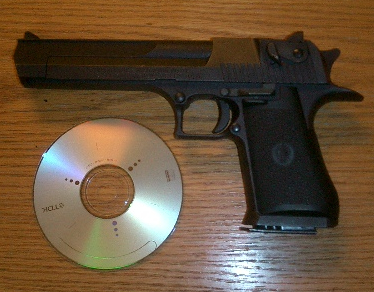
Сравнение размеров пистолета Mark XIX (калибр .357 Magnum) с компакт-диском
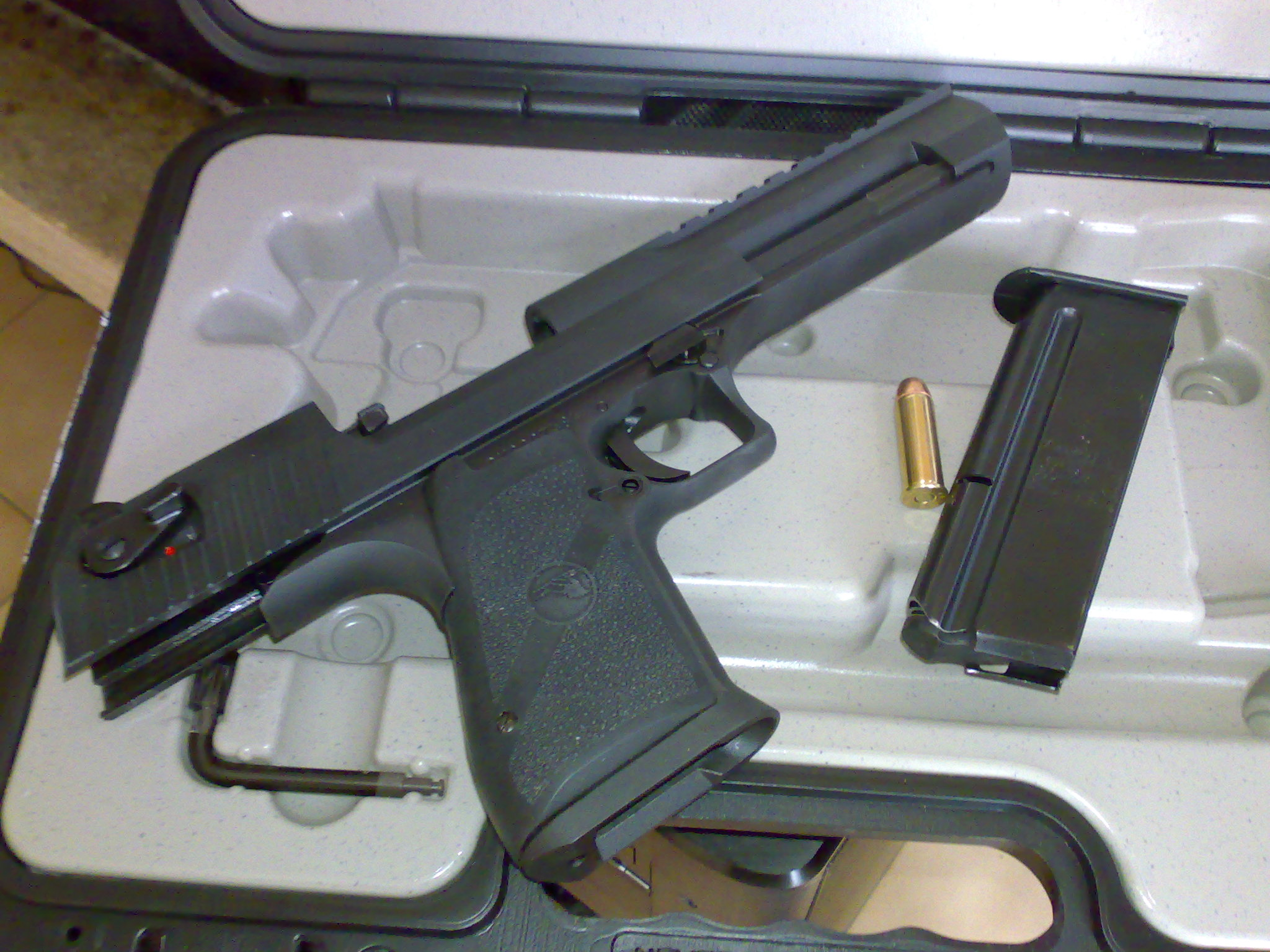
Desert Eagle с открытым затвором и магазином калибра .44 Magnum